# Instituto Max Planck de Física do Plasma
O Instituto Max Planck de Física do Plasma (em alemão:  Max-Planck-Institut für Plasmaphysik - IPP) é um instituto de física destinado à investigação da física do plasma. O instituto também trabalha com a física de superfícies, também com foco sobre problemas da potência de fusão.
O IPP é um instituto da Sociedade Max Planck, parte da Comunidade Europeia de Energia Atômica (Euratom), e um membro associado da Sociedade Helmholtz de Centros de Pesquisa da Alemanha.
O IPP tem duas sedes: Garching bei München (fundada em 1960) e Greifswald (fundada em 1994), ambas na Alemanha.
Opera grandes projetos, como por exemplo:
- o tokamak experimental ASDEX Upgrade (em operação desde 1991)
- o stellarator experimental Wendelstein 7-AS (em operação até 2002)
- o stellarator experimental Wendelstein 7-X
- um acelerador de partículas

Também coopera com projetos ITER e Joint European Torus.